# Calidea
Calidea is een geslacht van wantsen uit de familie van de Scutelleridae (Pantserwantsen). Het geslacht werd voor het eerst wetenschappelijk beschreven door Laporte de Castelnau in 1832.

## Soorten
Het genus bevat de volgende soorten:

- Calidea bohemani (Stål, 1853)
- Calidea distinguenda Reiche & Fairmaire, 1848
- Calidea dregii Germar, 1837
- Calidea duodecimpunctata (Fabricius, 1798)
- Calidea haglundi Schouteden, 1903
- Calidea humeralis (Walker, 1867)
- Calidea hutereauae Schouteden, 1917
- Calidea nana Hahn & Herrich-Schaeffer, 1836
- Calidea natalensis Stål, 1873
- Calidea panaethiopica (Kirkaldy, 1909)
- Calidea wembarensis Lehmann, 1920